# Janez Zemljarič
Janez Zemljarič, slovenski pravnik in politik, * 30. december 1928, Bukovci, † 30. december 2022, Ljubljana.

## Mladost
Realko (1940/1941) in tri razrede meščanske šole je obiskoval na Ptuju ter leta 1945 tam opravil gimnazijske dopolnilne izpite. Pravo je študiral v Ljubljani in leta 1961 diplomiral. Od oktobra 1944 do konca vojne je sodeloval v NOB kot kurir in terenski delavec. 

## Politika
Leta 1946 je bil član Občinske organizacije Ljudske mladine Slovenije Ptuj, 1947–1957 referent sekretariata za notranje zadeve LRS, 1957–60 predsednik komisije pri OK ZKS Ljubljana, 1960–61 sekretar OO SZDL Ljubljana, 1961–1966 predsednik organizacijsko-kadrovske komisije pri GO SZDL Slovenije, 1966–67 predsednik mestne konference SZDL Ljubljana, 1968–1973 direktor Kliničnih bolnišnic v Ljubljani, 1973–1978 namestnik republiškega sekretarja za nptranje zadeve, v letih 1975-76 načelnik Službe državne varnosti (SDV). V letih 1978–1980 republiški sekretar za notranje zadeve, 1980–1984 predsednik Izvršnega sveta skupščine SRS (predsednik vlade),1984–1989 podpredsednik Zveznega izvršnega sveta (ZIS; podpredsednik vlade SFR Jugoslavije), nato predsednik delovne skupine za izvajanje avtocestnega programa v Sloveniji.
Delo na odgovornih mestih mu je nalagalo vrsto funkcij pri raznih komisijah in svetih Skupščine SRS, SZDL Slovenije, CK ZKS, izvršnega sveta SRS, med drugim je bil predsednik komisije ZIS za planiranje, tekočo ekonomsko in socialno politiko, predsednik komisije ZIS za uresničevanje protiinflacijske politike, predstavnik ZIS v Zboru republik in pokrajin Skupščine SFRJ, član CK ZKJ. Bil je tudi predsednik Samoupravne interesne skupnosti za izgradnjo cest v Ljubljani, predsednik Zveze za telesno kulturo Slovenije, predsednik organizacijskih komitejev za svetovna prvenstva v veslanju in padalskih skokih, sekretar organiz. komiteja za svetovno prvenstvo v namiznem tenisu v Ljubljani, predsednik komiteja za šport in turizem IOSPE UNESCO (1966-1969), predsednik operativnega štaba za izgradnjo Cankarjevega doma v Ljubljani in še vrsta drugih zadolžitev. V okviru vseh teh dejavnosti je sam ali kot soavtor oblikoval temeljna programska gradiva, poročila in javne predstavitve ter objavil več kot 60 člankov.  Prejel je več odlikovanj in priznanj.

## Smrt in pogreb
Umrl je 30. decembra 2022. 5. januarja 2023 je 15. vlada Republike Slovenije na redni seji sprejela sklep, da se mu organizira pogreb z vojaškimi častmi. Predlog za to je vladi poslal Marjan Šiftar skupaj z drugimi pobudniki, članicami in člani Izvršnega sveta Socialistične republike Slovenije v obdobju med leti 1980 in 1984, ki mu je takrat predsedoval Zemljarič. Odločitev vlade je vzbudila tudi neodobravanje; Zbor za republiko jo je v svoji izjavi označil za sramotno in da je Zemljarič kot notranji minister in šef Udbe (Službe državne varnosti) "Izkazoval tudi izrazito nedemokratičen odnos do nasprotnikov totalitarizma. Bil je (so)nosilec preteklega režima in (so)kriv za vohunjenje, preganjanje in trpljenje številnih Slovencev, ki niso soglašali s komunističnim totalitarizmom. Njihova življenja mu niso veliko pomenila. Še deset let po demokratizaciji in osamosvojitvi Slovenije je s pestmi tolkel po mizi in kričal: »Janšo je treba ubiti, ubiti, ubiti!«" Vlada Republike Slovenije je tako po njihovem mnenju izkazala privrženost nekdanjemu totalitarnemu režimu.
 Pogreb je potekal 6. januarja 2023.

## Odlikovanja in priznanja
- red dela z zlatim vencem (1965)
- red zaslug za ljudstvo s srebrnimi žarki (1973)
- red bratstva in enotnosti z zlatim vencem (1981)
- Nagrada mesta Ljubljane (1972)